# RUS Ethe Belmont
RUS Ethe Belmont was een Belgische voetbalclub uit Ethe. De club was aangesloten bij de KBVB met stamnummer 1491 en had groen en wit als kleuren. De club speelde in haar bestaan enkele seizoenen in de nationale reeksen.

## Geschiedenis
De club ontstond in Ethe-Belmont in 1929 en sloot zich aan bij de Belgische Voetbalbond. Men ging er van start in de regionale reeksen.
US Ethe Belmont klom langzaam op in de provinciale reeksen, tot de club in 1958 de nationale reeksen bereikte. Ethe Belmont kon zich daar in zijn debuutseizoen in Vierde Klasse handhaven in de middenmoot. Het tweede seizoen verliep moeizamer en men strandde er op een voorlaatste plaats. Na twee jaar nationaal voetbal zakte men zo in 1960 weer naar Eerste Provinciale. Men bleef daar een paar seizoenen speelde, tot men er in 1963 weer in slaagde te promoveren naar Vierde Klasse. Daar eindigde men nu als op 14de op 16 ploegen, slechts een punt na de nummers 12 en 13. Die nipte 14de plaats was echter een degradatieplaats en zo zakte men een seizoen na de terugkeer in de nationale reeksen in 1964 weer naar de provinciale reeksen.
US Ethe Belmont kon nu niet meer terugkeren in de nationale reeksen en bleef de volgende decennia in de provinciale reeksen spelen, waar men periodes in de hoogste reeks maar ook in de lagere reeksen kende. Zo zakte men na een periode in Eerste Provinciale in de tweede helft van de jaren 90 in 2001 naar Tweede Provinciale en een half decennium later zakte men zelfs even naar Derde Provinciale. Na een titel kon de club snel terugkeren in Tweede Provinciale.
In 2012 werd RUS Ethe Belmont kampioen in Tweede Provinciale en keerde nog eens terug naar Eerste Provinciale. Men zou nog even over en weer gaan, want in 2013 volgde direct een degradatie naar Tweede, waar men in 2014 weer de titel behaalde en zo in 2014 meteen terugkeerde in Eerste Provinciale. Men kende deze keer een sterke terugkeer op het hoogste provinciale niveau en eindigde er op een derde plaats. Ethe Belmont mocht naar de provinciale eindronde en wist die te winnen. In de daaropvolgende interprovinciale eindronde werd men echter in de eerste wedstrijd uitgeschakeld door de Luikse eersteprovincialer FC United Richelle na strafschoppen.
Na seizoen 2023/24, gespeeld in Eerste Provinciale, ging RUS Ethe Belmont in vereffening. Stamnummer 1491 werd geschrapt.

Men bleef echter niet bij de pakken zitten en na één seizoen zonder voetbal, werd er gestart in Derde Provinciale met een nieuwe club, Ethe Belmont Football Club, onder stamnummer 9832.